# Vita Marissa
Vita Marissa (Yakarta, 4 de enero de 1981) es una deportista indonesia que compitió en bádminton. Ganó una medalla de bronce en el Campeonato Mundial de Bádminton de 2007 en la prueba de dobles mixto.

## Palmarés internacional
| Campeonato Mundial | Campeonato Mundial     | Campeonato Mundial | Campeonato Mundial |
| Año                | Lugar                  | Medalla            | Prueba             |
| ------------------ | ---------------------- | ------------------ | ------------------ |
| 2007               | Kuala Lumpur (Malasia) | Medalla de bronce  | Dobles mixto       |